# Marathon van Fukuoka 2015
De marathon van Fukuoka 2015 werd gelopen op zondag 6 december 2015. Het was de 69e editie van deze marathon. De marathon wordt alleen gelopen door mannen.
De wedstrijd werd net als het jaar ervoor gewonnen door de Keniaan Patrick Makau. Hij finishte ditmaal in 2:08.18 en bleef hiermee de Ethiopiër Getu Feleke dertien seconden voor.

## Uitslagen
Mannen
| rang   | naam                    | land | tijd    |
| ------ | ----------------------- | ---- | ------- |
| Goud   | Patrick Makau           | KEN  | 2:08.18 |
| Zilver | Getu Feleke             | ETH  | 2:08.31 |
| Brons  | Satoru Sasaki           | JPN  | 2:08.56 |
| 4      | Bernard Koech           | KEN  | 2:09.43 |
| 5      | Chiharu Takada          | JPN  | 2:10.55 |
| 6      | Paulo-Roberto Dealmeida | BRA  | 2:11.02 |
| 7      | Yoshiki Otsuka          | JPN  | 2:12.46 |
| 8      | Yuki Kawauchi           | JPN  | 2:12.48 |
| 9      | Ser-Od Bat-Ochir        | MGL  | 2:14.19 |
| 10     | Gabriel José Amado      | GUA  | 2:15.25 |
| 11     | Masamichi Shinozaki     | JPN  | 2:16.45 |
| 12     | Kenichi Shiraishi       | JPN  | 2:17.36 |
| 13     | Hayato Sonoda           | JPN  | 2:17.40 |
| 14     | Cuthbert Nyasango       | ZIM  | 2:17.58 |
| 15     | Martin Irungu           | KEN  | 2:18.00 |
| 16     | Kazuki Tomaru           | JPN  | 2:18.39 |
| 17     | Hiroki Kadota           | JPN  | 2:19.37 |
| 18     | Makoto Harada           | JPN  | 2:20.06 |
| 19     | Josh Harris             | AUS  | 2:20.27 |
| 20     | Toru Higashi            | JPN  | 2:20.32 |

1947 ·
1948 ·
1949 ·
1950 ·
1951 ·
1952 ·
1953 ·
1954 ·
1955 ·
1956 ·
1957 ·
1958 ·
1959 ·
1960 ·
1961 ·
1962 ·
1963 ·
1964 ·
1965 ·
1966 ·
1967 ·
1968 ·
1969 ·
1970 ·
1971 ·
1972 ·
1973 ·
1974 ·
1975 ·
1976 ·
1977 ·
1978 ·
1979 ·
1980 ·
1981 ·
1982 ·
1983 ·
1984 ·
1985 ·
1986 ·
1987 ·
1988 ·
1989 ·
1990 ·
1991 ·
1992 ·
1993 ·
1994 ·
1995 ·
1996 ·
1997 ·
1998 ·
1999 ·
2000 ·
2001 ·
2002 ·
2003 ·
2004 ·
2005 ·
2006 ·
2007 ·
2008 ·
2009 ·
2010 ·
2011 ·
2012 ·
2013 ·
2014 ·
2015 ·
2016 ·
2017